# Николай Дойнов (поет)
Николай Дойнов е български поет и културолог.

## Биография
Роден е през 1963 г. в София. Завършва първия випуск на  Националната гимназия за древни езици и култури през 1982 г. с отличен успех  и българска филология в Софийския университет. Специализира в Института за Централна Европа – Тел Авив, Израел и УНСС.
Заместник-председател е на Съюза на народните читалища (2006 – 2011), председател на Съюза на народните читалища от 2011 г., председател е на Обществения съвет по култура при Министерство на културата (2014 – 2023). Член на СБП. Член е на Съвета за интелигентен растеж при Министерския съвет (2015 – 2019). Председател на Настоятелството на фондация „Глобални библиотеки“ от 2020 г. и председател на комисията по култура и творчески индустрии в Асоциация на индустриалния капитал. Член на Обществено-експертния съвет по култура при Столична община (2016 – 2019). Член на Националния съвет по читалищно дело при Министерство на културата от 2002 г., негов заместник-председател (2009 – 2011). Председател на настоятелството на Стопанска академия „Димитър Ценов“ – Свищов от 2017 г. Член на Националния съвет по библиотечно дело при Министерство на културата.
През 2012 г. създава списание „Читалищен мениджмънт“ и става негов главен редактор. Публикувал е в над 30 списания и вестника над 2000 статии, студии, бележки, коментари.  

## Награди и отличия
Носител на Златна звезда на Международния фолклорен съюз IGF – 2019 г.
Носител е на орден  „Св. св. Кирил и Методий“ I степен (2015), на почетния знак на Президента на Република България (2011), на почетния знак на Вицепрезидента на Република България (2023).
Трикратен носител на най-високата награда на Министерство на културата: „Златен век“ – печат на Симеон Велики (2012), „Златен век“ – звезда (2019) и „Златен век“ – огърлие (2023).
Носител е на почетен знак на ректора на Софийския университет „Св. Климент Охридски“, почетен знак на Стопанска академия „Димитър А. Ценов“ в Свищов, почетен знак на НГДЕК, почетен знак на УниБИТ, почетен знак на АИКБ, почетен плакет на Столична община, носител на наградата „Проф. Кръстьо Петков“ на КНСБ (2023).
Заслужил читалищен деятел от 2013 г., вписан в енциклопедията „Кой кой е в българската култура“ и „Кой кой е в България“.
На 17 декември 2019 г. е избран за почетен доктор на Стопанска академия „Димитър А. Ценов“ в Свищов.

## Творчество
Носител е на литературните награди „Димчо Дебелянов“ (1987), „Веселин Ханчев“ (1988), наградата за първа книга на млад автор на в-к „АБВ“ (1990) и на Националната награда за поезия „Слав Хр. Караславов“ в Първомай (2019).
Превеждан е на иврит, руски, немски и румънски език.
През 2013 г. Университетското издателство „Св. Климент Охридски“ публикува монографията на Маргарита Илчева „Мит и метафора в поетичния свят на Николай Дойнов“. Статии върху неговото творчество са писали Златомир Златанов, Иван Методиев, Румен Денев, Христо Стефанов и Венко Христов.